# Редешть (Васлуй)
Редешть, Редешті (рум. Rădești) — село у повіті Васлуй в Румунії. Входить до складу комуни Костешть.
Село розташоване на відстані 262 км на північний схід від Бухареста, 18 км на південь від Васлуя, 76 км на південь від Ясс, 118 км на північ від Галаца.

## Населення
За даними перепису населення 2002 року у селі проживали 177 осіб, усі — румуни. Усі жителі села рідною мовою назвали румунську.